# Theodor de Bry
Theodor de Bry (Liège, 1528. – Frankfurt am Main, 1598. március 27.) németalföldi metszetkészítő mester, kiadó.

## Élete
1578-ban Frankfurtba költözött családjával, ahol metsző- és kiadócéget alapított.
1586-1588 között Londonban élt, ahol Richard Hakluyt földrajztudóssal dolgozott együtt. Európai expedícióutak jelentéseit és illusztrációit gyűjtötte. 1589-es visszatérése után fiaival elkezdte közölni a reneszánsz utazások gyűjteményét. 1590-1634 között az Újvilágról, Afrikáról és Ázsiáról közöltek 27 kötetet, ebből 6 kötetnél működött közre, melyek a legfontosabb felfedezői utazási leírások a 16. századból. A kiadást fiai, majd Matthäus Merian folytatták.
Fia volt Johann Theodor de Bry kiadó, akinél id. Matthäus Merian is dolgozott.

## Művei

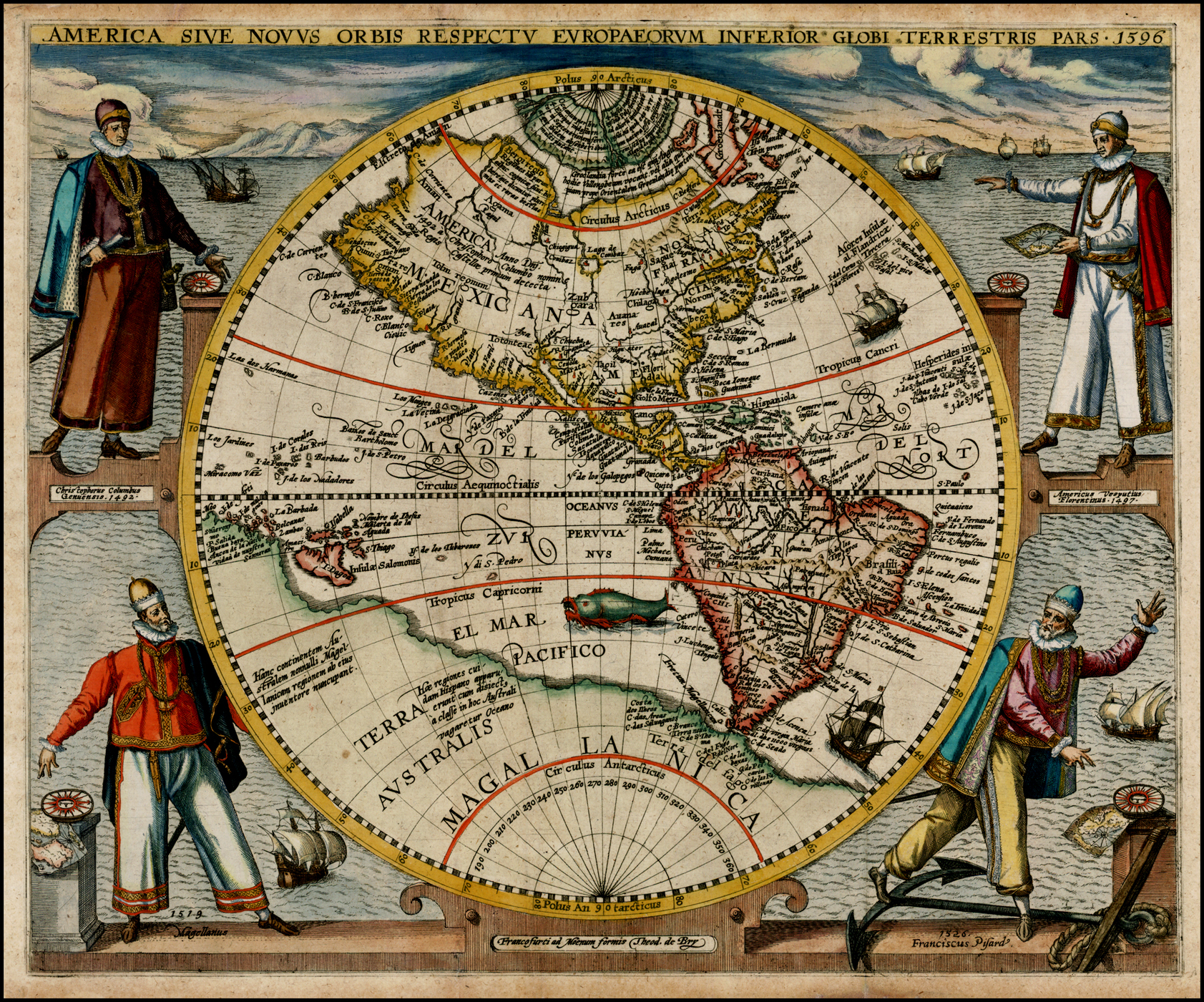
Az Újvilág térképe 1596-ból
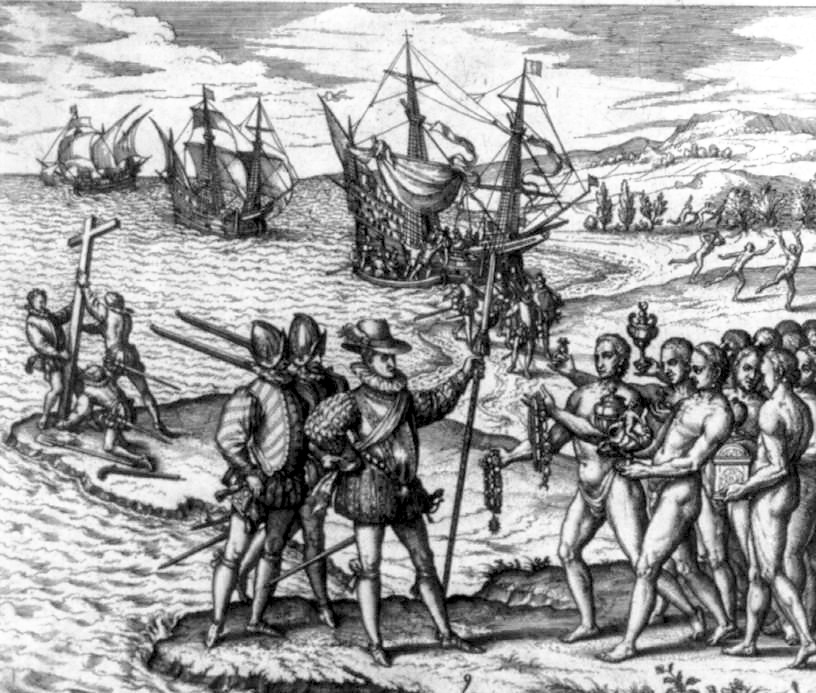
Kolombuszt és kíséretét Hispaniola őslakosai köszöntik
Kannibalizmus a brazil bennszülötteknél
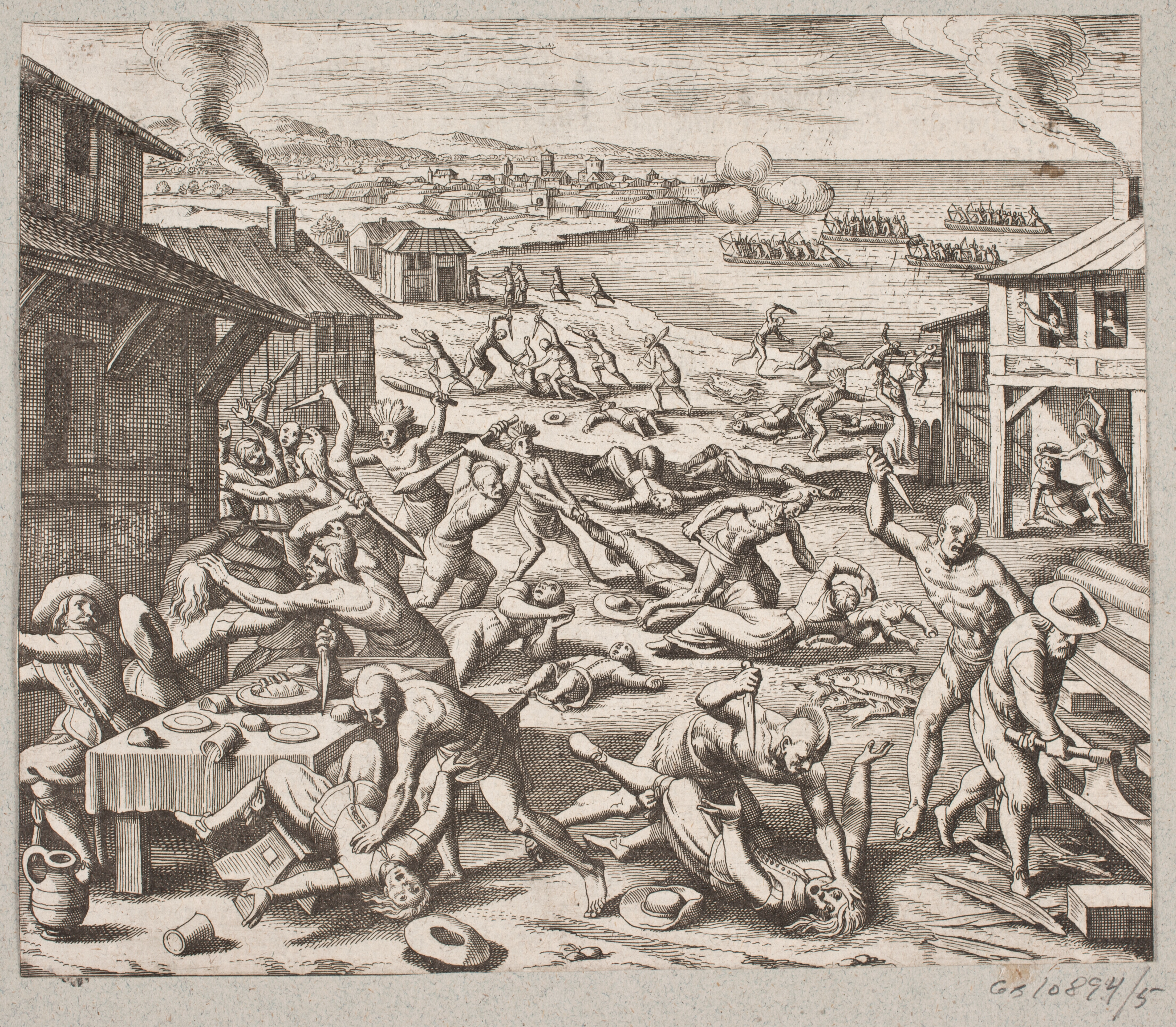
Az 1622-es jamestowni mészárlás (a könyvsorozatban)
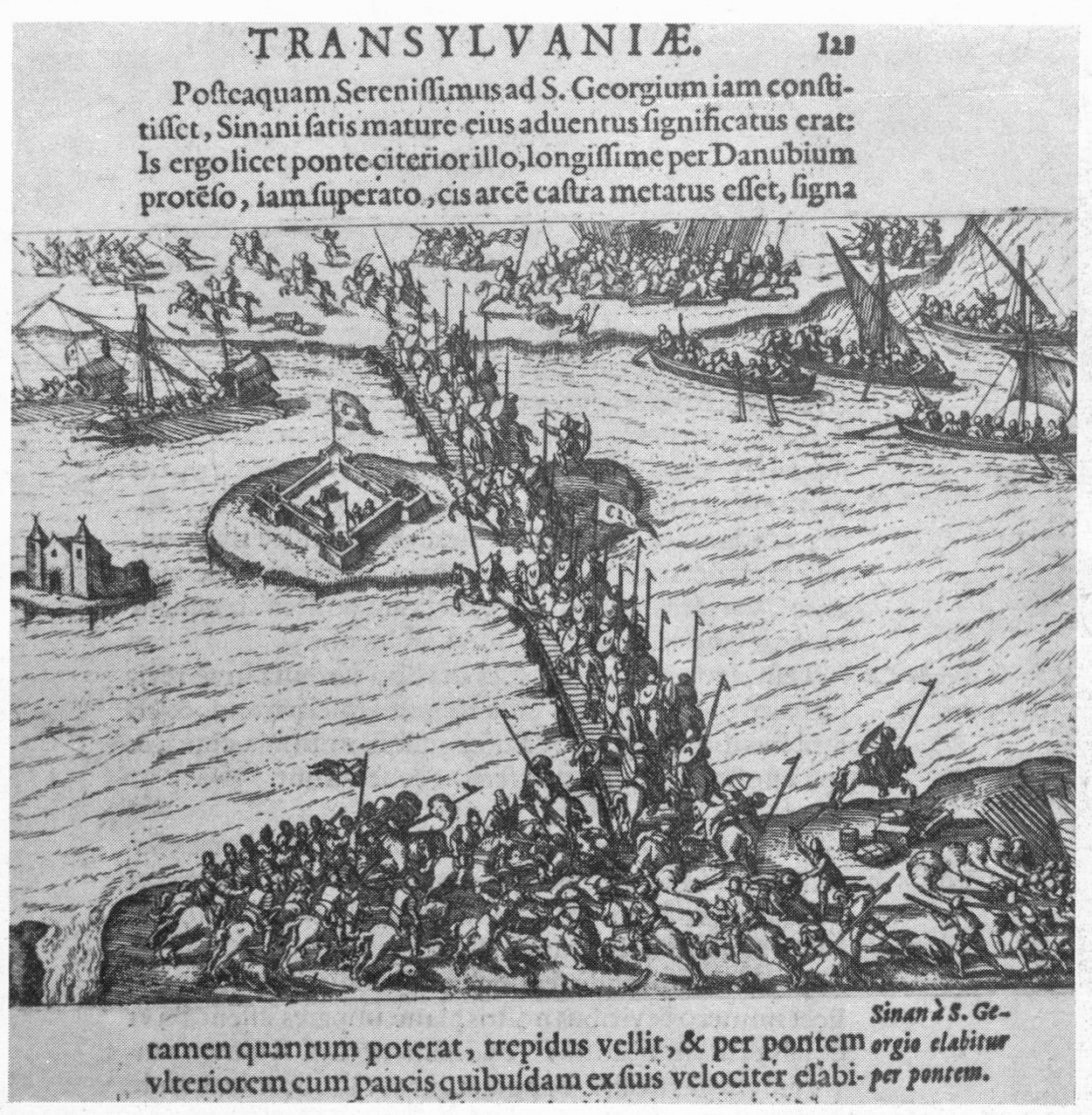
Szinán nagyvezír átkel a Dunán Gyurgyevónál, 1595. október

- 1590-1634 Collectiones peregrinatiorum in Indiam orientalem et Indiam occidentalem, XIII partibus comprehenso a Theodoro, Joan-Theodoro de Bry, et a Matheo Merian publicatae. Francofurti.
- 1596 Pannoniae Historia Chronologica
- America sive Novus Orbis respectu Europaeorum inferior globi terrestris pars